# 内山安二
内山安二（1935年6月21日—2002年9月2日），是出生于日本熊本县水俣市的男性漫画家，於20世纪50年代开始漫画创作。
他以儿童作为阅读对象，发表了为数众多的有关儿童教育与学习的漫画作品，代表的作品有《葫芦助的科学提问箱》等。在2002年9月2日則因大肠癌去世。

## 經歷
1954年內山安二進入每日新聞社就職，當時主要負責關於小學生方面新聞的事務，並曾擔任將從位於大阪每日新聞社傳真過來的手塚治虫漫畫作品、作出協助畫面修正的工作。
從每日新聞社離職後，內山安二開始決心擔任職業漫畫家，之後主要為學習研究社旗下的學習漫畫叢書「秘密系列」繪製如《葫蘆助的科學提問箱》、《辦得到與辦不到的秘密》等代表性作品。而內山安二的學習漫畫作品內容多以戴帽子的男孩、捲髮女孩以及各種擬人化動物擔任角色。
2002年9月2日內山安二因大腸癌去世後，其子內山大助則與親父同樣進入每日新聞社工作、從事繪製兒童學習取向的作品。

## 主要作品
- 葫蘆助的科學提問箱

於1972年11月發行，是學習漫畫「秘密系列」中最早出刊的四本叢書之一。
內容由光頭男孩「葫蘆助」與他的寵物貓「喵可」探討生活周遭各種科學疑問現象，並採訪各學術領域名人尋求解答的作品。
台灣的世一出版社曾在1987年以《科學疑問故事》書名出版此書，中國大陸則在1996年由廣西民族出版社以《科學的科學疑問箱》名稱發行。
- 辦得到與辦不到的秘密

1976年發行，作品劇情由認為凡事都有可能做到的日本男孩（發音類似日文中的「辦到了」）、與認為各種事情都不可能做到的外國少年（發音類似日文中的「辦不到」）來對於各種是否有可能達到的事物目標進行爭執。書籍後半段則附錄著各種冒險家、發明家名人的小傳記。
台灣的世一出版社曾在1987年以《發明家的故事》書名出版此書。
- 科學知識百科

內容由戴帽子的男孩「阿大」及捲髮女孩「小子」擔任主角，是以四格漫畫形式來解釋生活裡的各種科學小常識。
台灣的世一出版社曾在1987年以《自然科學園地》書名出版此書。
- 驚奇的世界各國旅行

同樣由《科學知識百科》中的阿大與小子、以及各種擬人化的動物朋友擔任角色。劇情是阿大與小子乘坐著由「發明爺爺」做出的可變成飛機的皮箱在世界各國冒險的故事。
台灣的世一出版社曾在1987年以《環遊世界奇遇記》書名出版此書。